# Euphorbia digestiva
Euphorbia digestiva là một loài thực vật có hoa trong họ Đại kích. Loài này được Rojas Acosta mô tả khoa học đầu tiên năm 1897.